# BGM Vol.2 〜沿志奏逢
『BGM Vol.2 ～沿志奏逢』（ビージーエム ボリュームツー そうしそうあい）は、日本のバンド・Bank Bandの1作目の映像作品。2005年3月30日にトイズファクトリーよりDVDで発売された。

## 概要
通常盤のみの1形態で発売。2004年11月に東京・恵比寿ガーデンホールと大阪・ブルーノート大阪で計6公演開催されたライブ『BGM Vol.2 ～沿志奏逢』の映像とインタビュー映像が収録されている。ライブ映像は11日の東京公演と17日の大阪公演のものが使用されている。監督は袴田晃司 (OORONG-SHA) が務めた。なお、この収益はap bankの活動費に充てられる。
アートディレクターは佐藤可士和が担当。
『BGM』は、ap bankの活動や考えを音楽を通して感じて欲しいという想いから始まったライブで、「身近な生活にある風景の延長線上で音楽を感じて欲しい」という意図から、座席で食事をしながらライブ見るスタイルが採られた。同年1月に開催された『BGM 〜Bank with Gift of Music for AP BANK』に続き2度目の開催となり、同年発売されたアルバム『沿志奏逢』の楽曲はシークレットトラック含め全曲披露されている。

## 出演
- Bank Band
  - 櫻井和寿：Vocal & Guitar
  - 小林武史：Keyboards
  - 山木秀夫：Drums
  - 美久月千晴：Bass
  - 古川昌義：Guitar
  - 山本拓夫：Saxophone
- 安達練：Second Keyboards

## 収録内容
○は東京公演、□は大阪公演の映像。

### Disc 1
1. Opening
街の風景の映像のバックに櫻井和寿のインタビュー音声が流れる。
2. 歓喜の歌 ○
遠藤賢司の楽曲のカバー。
3. Interview.1
櫻井へのインタビュー映像。
4. カルアミルク ○
岡村靖幸の楽曲のカバー。
5. イメージの詩 □
吉田拓郎の楽曲のカバー。
6. 空席 □
真島昌利の楽曲のカバー。CD音源化はされていない。
曲の前にMCが行なわれる。
7. トーキョー シティー ヒエラルキー □
ヒートウェイヴの楽曲のカバー。
8. 突然の贈りもの □
大貫妙子の楽曲のカバー。
9. Interview.2
櫻井へのインタビュー映像。
10. 僕たちの将来 ○
中島みゆきの楽曲のカバー。
11. 限りない欲望 ○
井上陽水の楽曲のカバー。
12. マイ ホーム タウン ○
浜田省吾の楽曲のカバー。
13. 生まれ来る子供たちのために ○
オフコースの楽曲のカバー。
14. 僕と彼女と週末に □
浜田省吾の楽曲のカバー。

- EXTRA Trk. 村田朋泰監督による“糸”のアニメーション原画およびMV

1. アニメーション原画
2. 糸 Music Video
3. MV Director Profile

### Disc 2
1. Interview.3
櫻井へのインタビュー映像と、櫻井が鹿児島県にある融資先「えこふぁーむ」を訪問する映像。
2. 昨日のNo, 明日のYes □
GAKU-MCの楽曲のカバー。
曲の前にMCが、間奏でメンバー紹介が行なわれる。
3. 優しい歌 ○
Mr.Childrenの楽曲のカバー。
4. ストレンジ カメレオン ○
the pillowsの楽曲のカバー。CD音源化はされていない。
5. 歌うたいのバラッド ○
斉藤和義の楽曲のカバー。
曲の前にMCが行なわれる。
6. Interview.4
櫻井と小林武史へのインタビュー映像。
7. 糸 ○
中島みゆきの楽曲のカバー。
ここからアンコール。曲の前にMCが行なわれる。
8. HERO □
Mr.Childrenの楽曲のカバー。
9. Interview.5
櫻井へのインタビュー映像。
10. 幸福のカノン ○
さねよしいさ子の楽曲のカバー。
11. End roll 「糸」